# Condado de Stafford (Virgínia)
O Condado de Stafford é um dos 95 condados do estado americano de Virgínia. A sede do condado é Stafford, e sua maior cidade é Stafford. O condado possui uma área de 725 km² (dos quais 25 km² estão cobertos por água), uma população de 92,446 habitantes, e uma densidade populacional de 700 hab/km² (segundo o censo nacional de 2000). O condado foi fundado em 1634.